# Kockelscheuer
Kockelscheuer (luxemburgisch Kockelscheierⓘ) ist eine Ortschaft in der Gemeinde Roeser. Kockelscheuer hat 248 Einwohner und liegt im Luxemburger Kanton Esch/Alzette.
Der Ort genießt überregionale Bekanntheit durch seine Sportstätten. Im Camping Kockelscheuer Sport-Center werden seit 1991 alljährlich die Luxembourg Open als Teil der WTA-Tour im Damentennis ausgetragen. Darüber hinaus war der etwa 1000 Zuschauer fassende Patinoire de Kockelscheuer in den Jahren 2008, 2010 und 2014 Austragungsort von Eishockey-Weltmeisterschaftsturnieren der Division III der Herren.

## Galerie

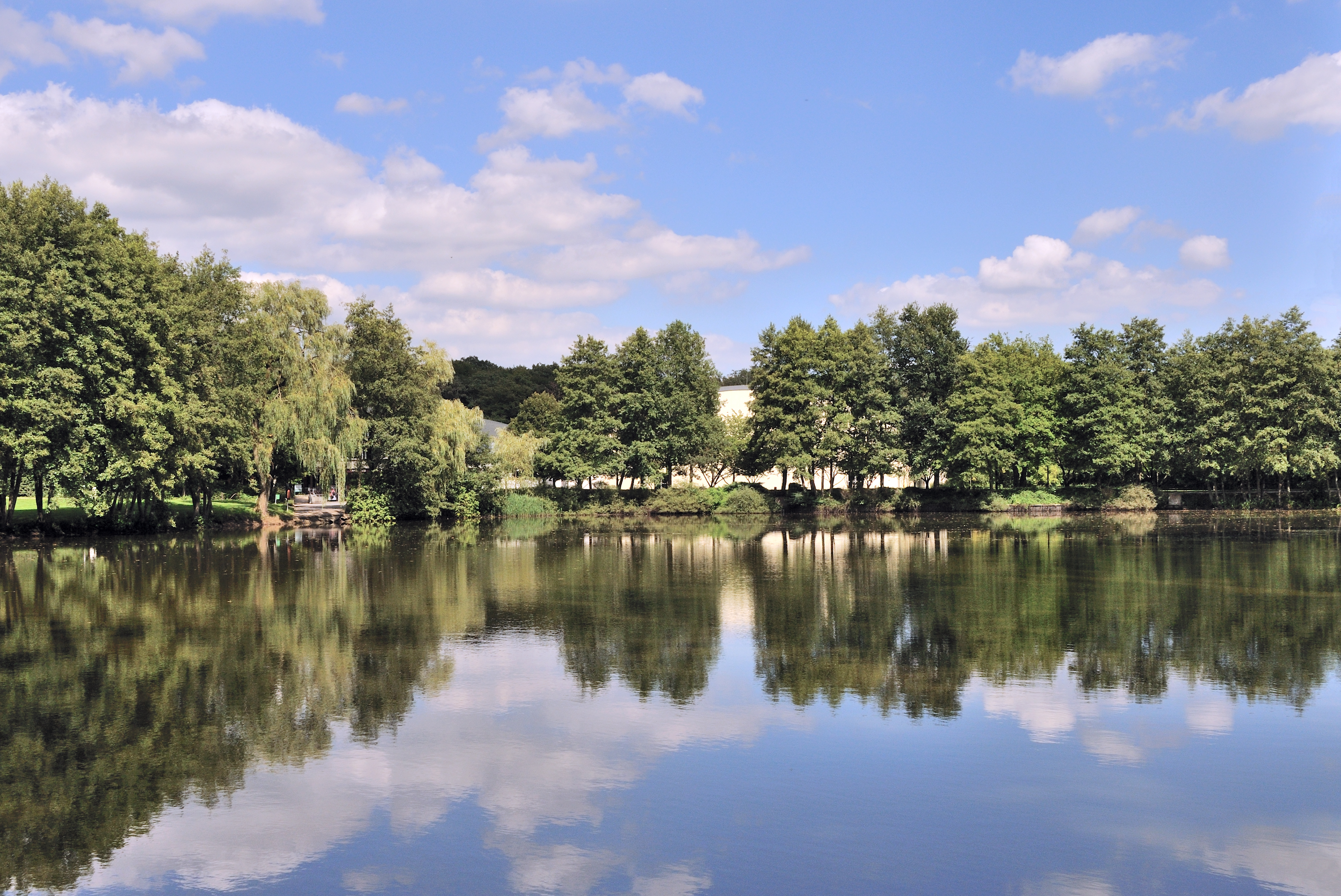
Blick auf den öffentlichen Park
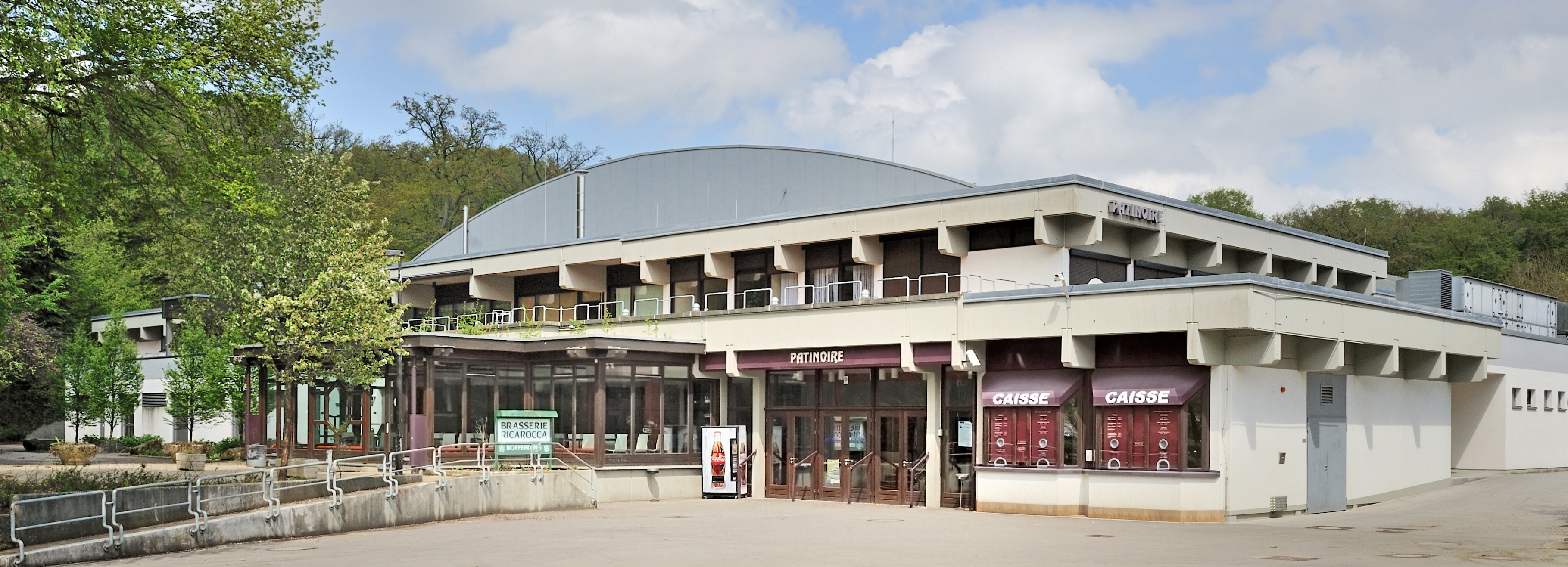
Pantinoire de Kockelscheuer